# Rio Grande Dub
Rio Grande Dub è un album di remix del gruppo musicale statunitense Ministry, pubblicato nel 2007. I brani remixati sono tratti dall'album Rio Grande Blood, pubblicato l'anno precedente.

## Tracce
1. Rio Grande Blood (Rio Grande DUB Ya Mix) – 4:12
2. Señor Peligro (La Zona Peligrosa Mix) – 4:08
3. Gangreen (Kiss Me Goodnight Mix) – 3:35
4. Fear Is Big Business (Weapons of Mass Deception Mix) – 3:42
5. Lieslieslies (Cognitive Dissonance Mix) – 4:19
6. The Great Satan (What Would Satan Do? Mix) – 3:06
7. Yellow Cake (Hexafluoride Mix) – 4:22
8. Palestina (72nd Virgin Mix) – 5:23
9. Ass Clown (Osama McDonald Mix) – 3:31
10. Khyber Pass (TX Bush Ranch Mix) – 4:27
11. Lieslieslies (Known Unknown Lies Mix) – 3:55